# Patrice Rio
Pour les articles homonymes, voir Rio.
Patrice Rio est un footballeur français né le 15 août 1948 au Petit-Quevilly. 
Fils de l'ancien international français Roger Rio, ce défenseur devient un joueur emblématique du FC Nantes, où il évolue 14 saisons et remporte le championnat de France à quatre reprises. En 1995, il devient consultant pour le groupe Canal+, pour lequel il commente principalement la Ligue 1 sur Foot+.

## Biographie
Après une formation au FC Rouen, le club de son père, l'ancien international français Roger Rio, Patrice Rio y réalise sa première saison professionnelle en 1969-1970, au cours de laquelle il participe notamment à l'épopée rouennaise en Coupe des villes de foires. 
À la suite de la descente administrative de son club en D2, il est recruté par le FC Nantes en 1970. Associé à Roger Lemerre, il forme la charnière centrale d’un équipe qui finit 10e, puis il se retrouve associé à Bernard Gardon pour une 3e place en 1972. Alors qu'on l’imagine prédestiné à une grande carrière, il connaît une saison suivante plus difficile, quand l’arrivée d’Hugo Bargas le pousse sur le banc de touche, et c’est donc d’assez loin qu’il gagne son premier titre de champion de France. Il retrouve une place de titulaire la saison suivante, qu'il ne quittera plus durant toute sa carrière nantaise. Au poste de libéro, son calme et sa vision du jeu en feront l’un des grands hommes de la période faste du FC Nantes, de 1973 à 1983. Il enchaîne les matchs et gagne un deuxième titre en 1977 puis une Coupe de France en 1979 face à l’AJ Auxerre.
Sa grande régularité lui ouvre les portes de l’équipe de France qu’il représente à 17 reprises. Sélectionné pour le mondial argentin de 1978, il ne participe qu’au 1er match face à l’Italie, associé à Marius Trésor. Le but de la victoire italienne, sur une erreur de défense, lui coûte sa place dans le 11 de départ pour le reste de la compétition. Sa carrière en bleu s’arrête quelques mois après le mondial. Mais il reste l'un des rares footballeurs français à avoir joué une Coupe du monde après son père (seuls les Djorkaeff et les Thuram en ont fait autant).
Lorsque son coéquipier nantais Henri Michel redescend au poste de libéro, il conserve sa place et c’est Hugo Bargas qui s’en va. L’assise défensive du FC Nantes et son jeu léché lui permettent de conquérir un nouveau titre national en 1980. En 1982, Henri Michel raccroche et c’est avec le jeune Maxime Bossis que Rio forme la charnière centrale des Nantais. Le FC Nantes, comme dix ans auparavant, remporte le titre mais échoue en finale de la Coupe de France. La saison suivante sera la dernière pour Rio sous le maillot jaune et vert, qui à 35 ans doit faire face à l’émergence de Seth Adonkor, le frère de Marcel Desailly.
En 1984, à 36 ans, il rejoint le rival historique du FC Nantes : le Stade rennais. Il rejoint les bretons relégués en D2 et emmène avec lui Oscar Muller. Stabilisant une défense mise à mal la saison précédente, qui avait terminé lanterne rouge de D1, il conduit les « Rouge et Noir » à la 3e place. Lors des barrages, Rennes arrache son ticket pour la D1 face au FC Rouen, aux tirs au but (7-6). Rio participe au maintien du Stade rennais en D1 en 1986, avant de laisser sa place la saison suivante à Henri Zambelli. Alors qu'il ne joue que quatre matchs dans la saison, il ne peut éviter une nouvelle place de lanterne rouge aux Rennais. 
Avec 509 matchs de première division au compteur, il est en 2011 huitième au classement des joueurs de champ y ayant disputé le plus de matchs.
En 2022, le magazine So Foot le classe dans le top 1000 des meilleurs joueurs du championnat de France, à la 109e place.

## Carrière
- 1969-1970 : FC Rouen  France
- 1970-1984 : FC Nantes  France
- 1984-1987 : Stade rennais  France

## Palmarès

### En club
- Champion de France en 1973, en 1977, en 1980 et en 1983 avec le FC Nantes
- Vainqueur de la Coupe de France en 1979 avec le FC Nantes
- Vice-champion de France en 1974, en 1978, en 1979 et en 1981 avec le FC Nantes
- Finaliste de la Coupe de France en 1973 et en 1983 avec le FC Nantes

### EnÉquipe de France
- 17 sélections entre 1976 et 1980
- Participation à la Coupe du Monde en 1978 (Premier Tour)

## Statistiques détaillées
| Saison    | Club          | Championnat | Championnat | Championnat | Coupe de France | Coupe de France | Coupe d’Europe | Coupe d’Europe | Coupe d’Europe | France | France | TOTAL  | TOTAL |
| Saison    | Club          | Division    | Matchs      | Buts        | Matchs          | Buts            | Coupe          | Matchs         | Buts           | Matchs | Buts   | Matchs | Buts  |
| --------- | ------------- | ----------- | ----------- | ----------- | --------------- | --------------- | -------------- | -------------- | -------------- | ------ | ------ | ------ | ----- |
| 1969-1970 | FC Rouen      | Division 1  | 33          | 0           | 2               | 0               | C3             | 6              | 0              | -      | -      | 41     | 0     |
| 1970-1971 | FC Nantes     | Division 1  | 32          | 0           | 5               | 0               | C2             | 4              | 0              | -      | -      | 41     | 0     |
| 1971-1972 | FC Nantes     | Division 1  | 24          | 0           | 4               | 0               | C3             | 1              | 0              | -      | -      | 29     | 0     |
| 1972-1973 | FC Nantes     | Division 1  | 9           | 0           | 2               | 0               | -              | -              | -              | -      | -      | 11     | 0     |
| 1973-1974 | FC Nantes     | Division 1  | 37          | 0           | 8               | 0               | C1             | 1              | 0              | -      | -      | 46     | 0     |
| 1974-1975 | FC Nantes     | Division 1  | 36          | 1           | 1               | 0               | C3             | 4              | 0              | -      | -      | 41     | 1     |
| 1975-1976 | FC Nantes     | Division 1  | 35          | 2           | 1               | 0               | -              | -              | -              | 3      | 0      | 39     | 2     |
| 1976-1977 | FC Nantes     | Division 1  | 34          | 5           | 8               | 4               | -              | -              | -              | 5      | 0      | 47     | 9     |
| 1977-1978 | FC Nantes     | Division 1  | 36          | 2           | 7               | 1               | C1             | 4              | 0              | 8      | 0      | 55     | 3     |
| 1978-1979 | FC Nantes     | Division 1  | 36          | 0           | 10              | 2               | C3             | 2              | 0              | 1      | 0      | 46     | 2     |
| 1979-1980 | FC Nantes     | Division 1  | 36          | 4           | 2               | -               | C2             | 8              | 1              | -      | -      | 46     | 5     |
| 1980-1981 | FC Nantes     | Division 1  | 32          | 7           | 5               | 0               | C3             | 4              | 1              | -      | -      | 41     | 6     |
| 1981-1982 | FC Nantes     | Division 1  | 17          | 0           | 0               | 0               | -              | -              | -              | -      | -      | 17     | 0     |
| 1982-1983 | FC Nantes     | Division 1  | 36          | 2           | 10              | -               | -              | -              | -              | -      | -      | 46     | 2     |
| 1983-1984 | FC Nantes     | Division 1  | 36          | 0           | 8               | 0               | C1             | 2              | 1              | -      | -      | 46     | 1     |
| 1984-1985 | Stade rennais | Division 2  | 32          | 3           | 8               | 0               | -              | -              | -              | -      | -      | 40     | 3     |
| 1985-1986 | Stade rennais | Division 1  | 36          | 5           | 9               | 1               | -              | -              | -              | -      | -      | 45     | 6     |
| 1986-1987 | Stade rennais | Division 1  | 4           | 0           | 0               | 0               | -              | -              | -              | -      | -      | 4      | 0     |
|           |               | TOTAL       | 541         | 31          | 90              | 8               |                | 36             | 3              | 17     | 0      | 684    | 42    |